# Waltham Chase
Waltham Chase är en by i Hampshire i England. Byn är belägen 16,4 km 
från Winchester. Orten har 3 115 invånare (2015).